# Aneta Głowska
Aneta Głowska – polska scenarzystka telewizyjna, producentka filmowa i tłumaczka.

## Scenariusze telewizyjne[2]
- 2019: Szóstka
- 2010–2013: Hotel 52 (odcinki: 1-5, 7-70, 79-91), współpraca scenariuszowa (odcinek 6)
- 2012–2015: Prawo Agaty (odcinki 1-5)
- 2014–2016: O mnie się nie martw

## Współpraca producencka
- 2000: Słoneczna włócznia
- 2003: Zróbmy sobie wnuka
- 2004–2008: Kryminalni
- 2006: Kryminalni: Misja śląska
- 2006: Profesor Stefan Świeżawski (serial dokumentalny)
- 1999–2016: Na dobre i na złe (odcinki: 1-75, od 77)

## Tłumaczenia
- 1996: Tajemnica Sagali